# Clystea sarcosoma
Clystea sarcosoma är en fjärilsart som beskrevs av Butler 1876. Clystea sarcosoma ingår i släktet Clystea och familjen björnspinnare. Inga underarter finns listade i Catalogue of Life.